# برآورد جمعیت
برآورد جمعیت، در حوزه جمعیت‌شناسی، تخمینی از جمعیت آینده است. این امر معمولاً بر اساس برآوردهای جمعیتی فعلی حاصل از آخرین سرشماری، به علاوه پیش‌بینی تغییرات احتمالی بر اساس فرضیات مربوط به تولدها، مرگ و میرها و هرگونه مهاجرت به داخل یا خارج از منطقه مورد مطالعه در آینده است. 
پیش‌بینی‌های جمعیتی، توسط صاحبان کسب‌وکار، دولت‌ها و سایر برنامه‌ریزان، برای ارزیابی تقاضاهای آینده، برای محصولات مصرفی و یا منابع اساسی مانند انرژی، آب، غذا و همچنین خدماتی مانند مراقبت از کودکان، آموزش و مراقبت از سالمندان استفاده می‌شود. 
دولت‌ها و سازمان‌ها، پیش‌بینی‌های جمعیتی را برای کشورهای خود انجام می‌دهند. علاوه بر این، سازمان‌هایی مانند بخش جمعیت شناسی سازمان ملل متحد، اداره سرشماری ایالات متحده و دفتر آمار جمعیتی، پیش‌بینی‌های خود را ارائه می‌دهند. برای انجام این پیش‌بینی‌ها، آنها فرضیاتی را در مورد مقادیر آینده افزایش موالید، مرگ و میر و مهاجرت در نظر می‌گیرند. فرضیات مختلف در مورد آینده، نتایج متفاوتی را برای تغییرات جمعیتی آینده ایجاد می‌کنند و این فرضیات، در مورد آینده‌ای نامعلوم، اگرچه توسط متخصصان بر اساس تحقیقات انجام شده توسط خودشان و دیگران تولید شده‌اند، اما ممکن است اشتباه باشند و نتایجی را ایجاد کنند که آنها نیز اشتباه باشند. 

## همچنین ببینید
- سرشماری
- رشد جمعیت